# Weronika Łakomy
Weronika Łakomy (* 21. März 1991 in Stettin, Polen) ist eine polnische Handballschiedsrichterin und Handballspielerin. Sie gehört als Spielerin der Polnischen Beachhandball-Nationalmannschaft an.

## Sportliche Karriere
Weronika Łakomy ist aktive Handball-Schiedsrichterin sowohl im Hallen- als auch im Beachhandball. Sie gehört im Doppel mit ihrer Nationalmannschaftskollegin Sylwia Bartkowiak seit 2018 zu den polnischen Beachhandball-Schiedsrichterinnen auf internationaler Ebene. Daneben spielt sie selbst Handball in der Beach-Variante und ist hier seit 2013 polnische Nationalspielerin.
In der Halle ist Łakomy Erstligaspielerin für AZS AWF Poznań. Im Beachhandball läuft sie für BHT Piotrkowianin J.P.T. auf.

### Beachhandball
Łakomys erstes internationales Turnier waren die Europameisterschaften 2013 in Randers, Dänemark. Polen hatte einen überaus schwachen Start in das Turnier und verlor alle seine fünf Spiele in der Vorgruppenphase. Als Letztplatzierte ihrer Gruppe zogen sie in die Trostrunde ein. Erst im siebten Spiel gelang gegen Schweden der erste Sieg. Gegen die Schweiz war Łakomy mit zweitbeste Werferin mit zehn Punkten. Am Ende schloss Polen mit nur einem Sieg aus neun Spielen die EM als 12. von 13 Mannschaften ab. Łakomy kam in allen neun Spielen zum Einsatz und erzielte 16 Punkte.
2015 gehörte Łakomy in Lloret de Mar erneut zum polnischen Aufgebot. Diese EM verlief weitaus besser, obwohl Polen erneut mit drei Niederlagen in das Turnier startete und alles darauf hindeutete, dass es eine ähnlich schwache Vorstellung der polnischen Mannschaft wie zwei Jahre zuvor werden sollte. Nach drei Niederlagen folgten allerdings drei Siege und Polen zog als Viertplatzierte in die Hauptrunde, wo es zwei weitere Niederlagen gab. Als sieglose Gruppenletzte mussten die Polinnen gegen den Gruppenersten der anderen Gruppe, Spanien, antreten und unterlagen deutlich. Da anschließend bei den beiden Platzierungsspielen gegen die Ukraine und die Niederlande Siege gelangen, schlossen die Polinnen das Turnier auf dem fünften Rang ab. Łakomy bestritt alle elf Spiele und erzielte dabei 13 Punkte.
Bei den Europameisterschaften 2017 feierten die polnischen Beachhandballerinnen ihren bis dato größten Erfolg. In einer durchwachsenen Vorrunde mit zwei Siegen und Niederlagen begann wie zwei Jahre vorher ein mittelmäßiger Start in das Turnier. Auch in der Hauptrunde konnten nur zwei der vier Spiele gewonnen werden, dabei aber gegen die internationalen Spitzenmannschaften aus Dänemark und Kroatien. Erneut zogen die Polinnen damit als Viertplatzierte ihrer Hauptrundengruppe in das Viertelfinale und trafen auf die Niederlande, die im Shootout bezwungen werden konnten. Damit erreichte die polnische Mannschaft erstmals das Halbfinale einer EM, das gegen Dänemark ebenfalls gewonnen werden konnte. Erst im Finale gegen Norwegen mussten sie sich geschlagen geben und wurden Vize-Europameisterinnen. Łakomy spielte in allen elf Spielen und traf dabei zu vier Punkten.
Als Gastgeber waren die polnischen Auswahlmannschaften automatisch auch für die World Games 2017 in Breslau qualifiziert. Die Polinnen wurden Dritte in einer Gruppe mit Brasilien, Australien und Taiwan. Im Viertelfinale schied die Mannschaft gegen Spanien aus und spielte in den Platzierungsspielen gegen Tunesien und erneut Australien. Beide Spiele wurden gewonnen und Polen belegte am Ende den fünften Platz.
Im Jahr darauf folgte für Polen eine zunächst gut verlaufende Weltmeisterschaft in Kasan. Als Gruppenerste zog Łakomy mit ihrer Mannschaft nach drei Siegen in die Hauptrunde, wo die Mannschaft zwei Spiele verlor und eines gewann und als Gruppenzweite hinter Spanien in die KO-Runde einzog. Dort schied Polen im Viertelfinale gegen Norwegen im Shootout aus. Nach einem Sieg über Paraguay unterlag Łakomy mit Polen im Spiel um den fünften Platz gegen Dänemark wieder im Shootout.

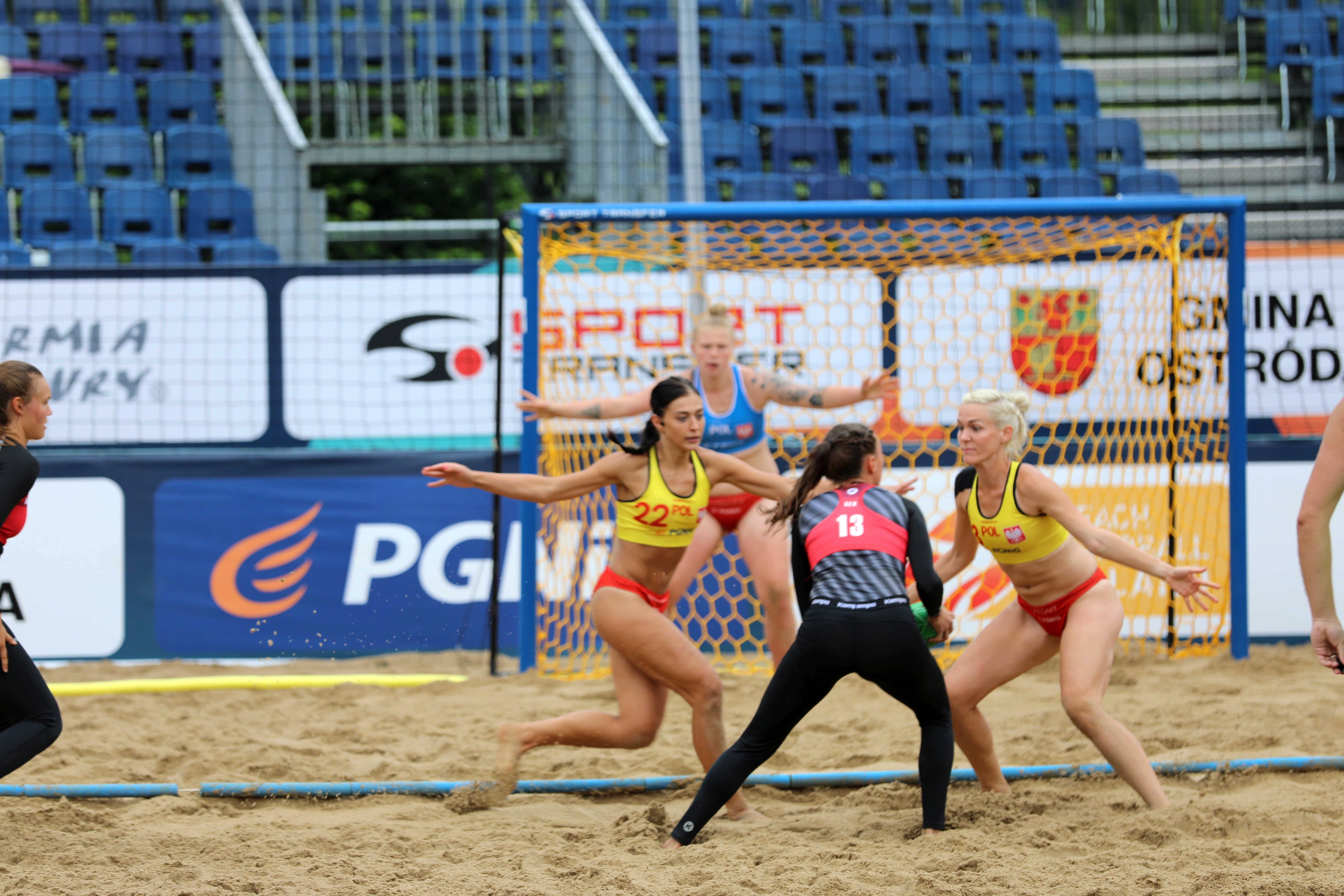
Łakomy (rechts) verteidigt gemeinsam mit Katarzyna Masłowska gegen die angreifende Amelie Bayerl im Platzierungsspiel gegen Deutschland bei den Europameisterschaften 2019

Auch die Europameisterschaften 2019 waren ein Heimspiel, dieses Mal in Stare Jabłonki. Einmal mehr spielten die Polinnen eine durchwachsene Vorrunde mit zwei Siegen und zwei Niederlagen. Von den drei weiteren Spielen in der Hauptrunde gewannen die Polinnen nur das gegen Norwegen, gegen die Niederlande und Kroatien wurde verloren. Damit waren die Polinnen nur für die Platzierungsspiele qualifiziert. Hier schlugen sie zunächst Frankreich, unterlagen dann jedoch Deutschland und der Türkei, jeweils im Shootout. Am Ende waren die Polinnen auf dem 12. Platz von 20 teilnehmenden Mannschaften. Łakomy, die schon in den Tagen vor der EM bei der an selber Stelle stattfindenden U-18-Europameisterschaften gemeinsam mit ihrer Teamkollegin Sylwia Bartkowiak als Schiedsrichterin in Einsatz war, wurde einmal mehr in allen Spielen eingesetzt, erzielte dieses Mal jedoch nicht einen Punkt.
Bei den ersten World Beach Games 2019 in Doha rückte Polen für die nicht antretenden Norwegerinnen nach, die direkte Qualifikation wurde bei den Weltmeisterschaften 2018 in Kasan um einen Rang verpasst. Nachdem die Polinnen einmal mehr Vierte ihrer Vorgruppe geworden waren, spielten sie im Viertelfinale gegen einen der Topfavoriten, die Brasilianerinnen, und unterlagen deutlich. Nach Siegen über Spanien und Argentinien wurden sie am Ende Fünfte.

## Privates
Weronika Łakomy ist die gemeinsame Tochter der ehemaligen Handballspieler Monika Rudnicka-Łakomy (* 1963) und Zenon Łakomy (1951–2016).

## Einzelbelege
1. 1 2  ZENON ŁAKOMY – ZAWODNIK, TRENER, PASJONAT PIŁKI RĘCZNEJ. In: zprp.pl. Abgerufen am 29. März 2021 (polnisch).
2. ↑  handball-world: Deutschland entsendet Schiedsrichter und Delegierte zur Beachhandball-EURO. Abgerufen am 8. Januar 2021.
3. ↑  Polish beach handball duo goes from refereeing to playing in two days. Abgerufen am 21. März 2021 (englisch).
4. ↑  Handball.pl - polski wortal piłki ręcznej. Abgerufen am 21. März 2021.
5. ↑  handball-world: Blick über den Tellerrand nach Polen, Dänemark und in die Niederlande. Abgerufen am 21. März 2021.
6. ↑  European Handball Federation - 2013 Women's ECh Beach Handball / Final Tournament. Abgerufen am 17. November 2020 (englisch).
7. ↑  European Handball Federation - 2015 Women's ECh Beach Handball / Final Tournament. Abgerufen am 17. November 2020 (englisch).
8. ↑  European Handball Federation - 2017 Women's ECh Beach Handball / Final Tournament. Abgerufen am 17. November 2020 (englisch).
9. ↑  handball-world: Deutschland entsendet Schiedsrichter und Delegierte zur Beachhandball-EURO. Abgerufen am 8. Januar 2021.
10. ↑  European Handball Federation - 2019 Women's ECh Beach Handball / Final Tournament. Abgerufen am 18. November 2020 (englisch).
11. ↑  Team Details Page | IHF. Abgerufen am 8. Januar 2021.
12. ↑  The 1st World Beach Sports Games with our PhD student - Akademia Wychowania Fizycznego w Poznaniu. Abgerufen am 8. Januar 2021 (britisches Englisch).

| Personendaten    | Personendaten                                                                 |
| ---------------- | ----------------------------------------------------------------------------- |
| NAME             | Łakomy, Weronika                                                              |
| KURZBESCHREIBUNG | polnische Handball- und Beachhandballspielerin sowie Handballschiedsrichterin |
| GEBURTSDATUM     | 21. März 1991                                                                 |
| GEBURTSORT       | Stettin, Polen                                                                |